# ノール＝シュル＝エルドル
ノール＝シュル＝エルドル （Nort-sur-Erdre）は、フランス、ペイ・ド・ラ・ロワール地域圏、ロワール＝アトランティック県のコミューン。

## 地理

県内での位置

コミューンはエルドル川の谷の中に位置している。ナント中心部から北に約30km離れている。境界を接するコミューンは、カソン、シュセ＝シュル＝エルドル、プティ＝マルス、レ・トゥーシュ、ジュエ＝シュル＝エルドル、サフレ、エリクである。
1999年にINSEEがまとめた順位表によれば、ノール＝シュル＝エルドルは都市型コミューンで、ナント大都市圏の一部、およびナント・サン・ナザール都市圏に含まれる。都市的地域に含まれるコミューンである。
コミューンは、ナントまで航行可能なエルドル川に隣接する。川はナント・ア・ブレスト運河にも水を供給し、その途上で6箇所の閘門がある。

## 由来
Honort、Anort、Enortといった異なる変形を経た後、16世紀からコミューンはNortと改名された。1899年のデクレにともない、Nortではニオールと混同してしまうのを避けるため、ノール＝シュル＝エルドルになった。コミューンの名はガロ語でNort、ブルトン語でEnorzhとなる。

## 歴史
紀元前2世紀から1世紀にかけて、現在のフォーブール・サン・ジョルジュの場所には、ガロ＝ローマの村があった（2005年に遺跡が発掘されている）。
ナント司教フェリックスが6世紀に命じた道路の建設によって、エルドル川の湿地帯で洪水が起きたため、ノールまで川での航行が可能になった。コミューンは主に商業活動を通じて発展した。
11世紀、マルムーティエ修道院の小修道院が創設された。
1793年6月27日夜、ブリキ職人ムーリは400人から500人の義勇兵（サン・キュロット）とともに戦略的な位置であるサン・ジョルジュ橋をおさえていた。ヴァンデ軍のナントへの進軍を一晩遅らせるためであった。この反乱行為は、進軍するヴァンデ軍に対してナント防衛を組織する機会をもたらし、1793年6月29日に町は救われた。ノールの通りの名はこの出来事に敬意を払っている。
普仏戦争中の1870年11月4日、プロイセン軍に包囲されたパリのパリ北駅から、プロイセン軍によって手紙がくくりつけられた気球Ferdinand-Floconが飛ばされた。392kmを飛んだ後、気球はノール＝シュル＝エルドルに落ちた。

## 人口統計
| 1962年 | 1968年 | 1975年 | 1982年 | 1990年 | 1999年 | 2006年 | 2011年 |
| ------ | ------ | ------ | ------ | ------ | ------ | ------ | ------ |
| 4222   | 4436   | 4606   | 5050   | 5362   | 5881   | 7031   | 8160   |

参照元:1999年までEHESS、2004年以降INSEE

## 史跡

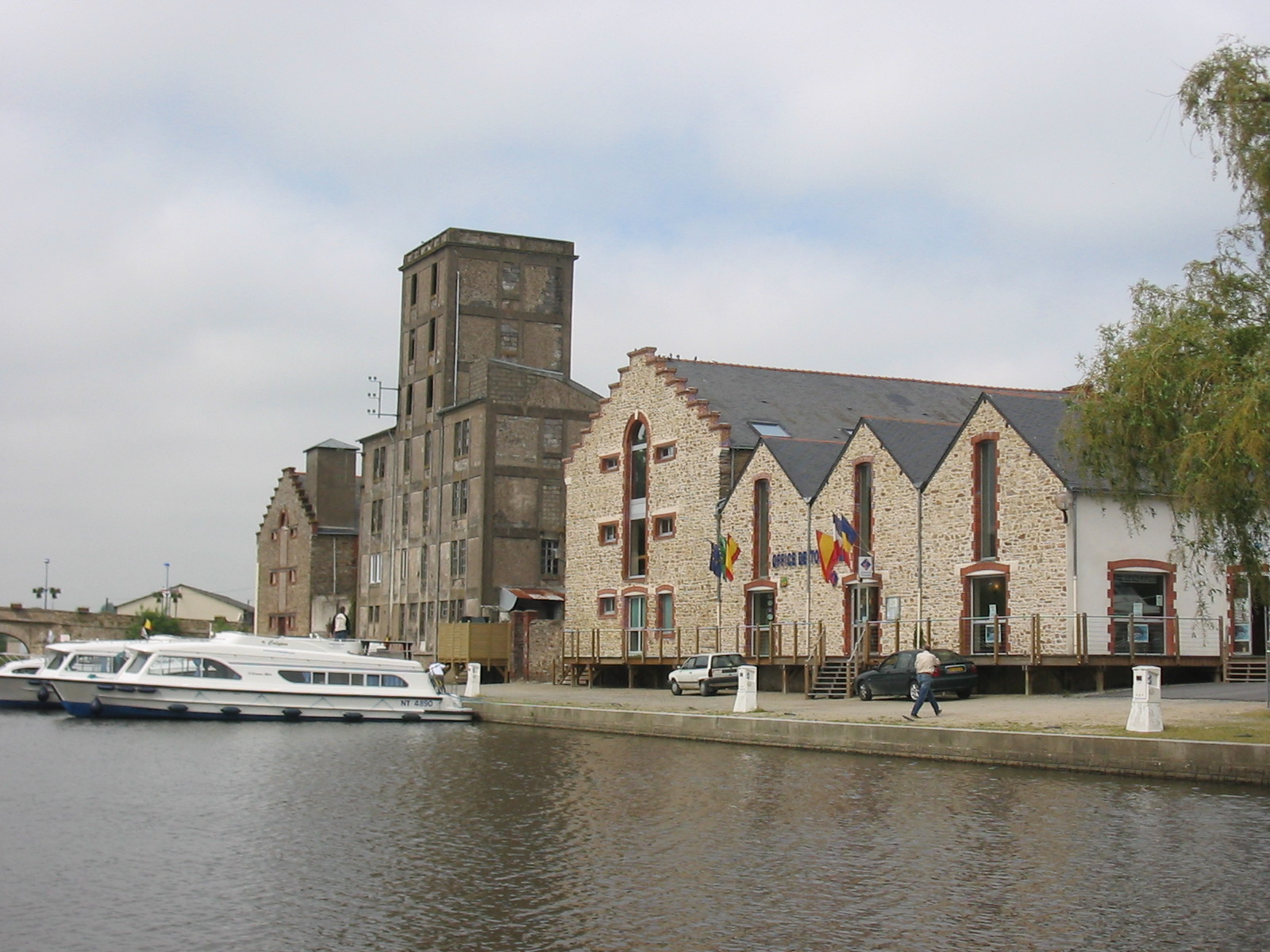
サン・ジョルジュ埠頭
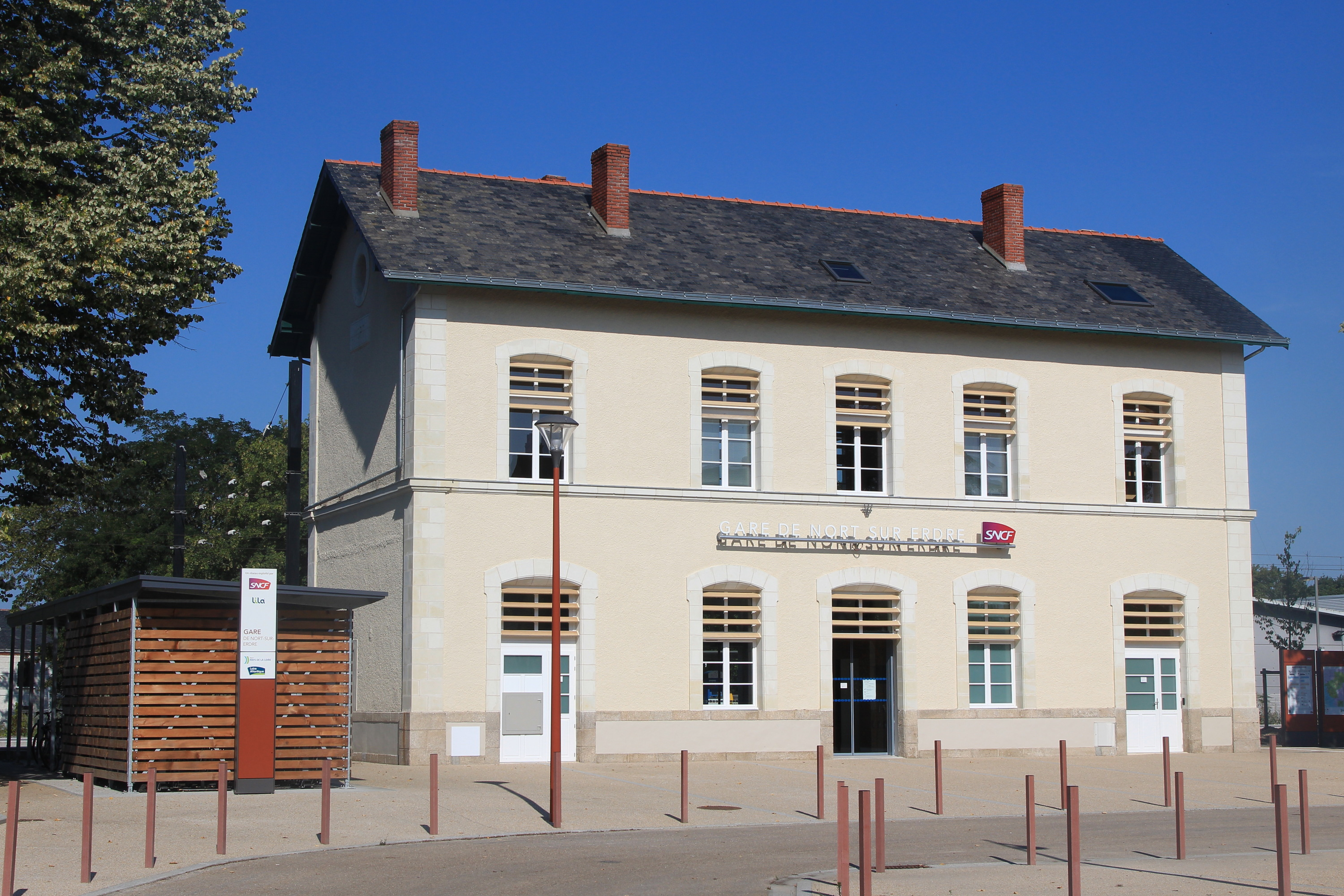
駅
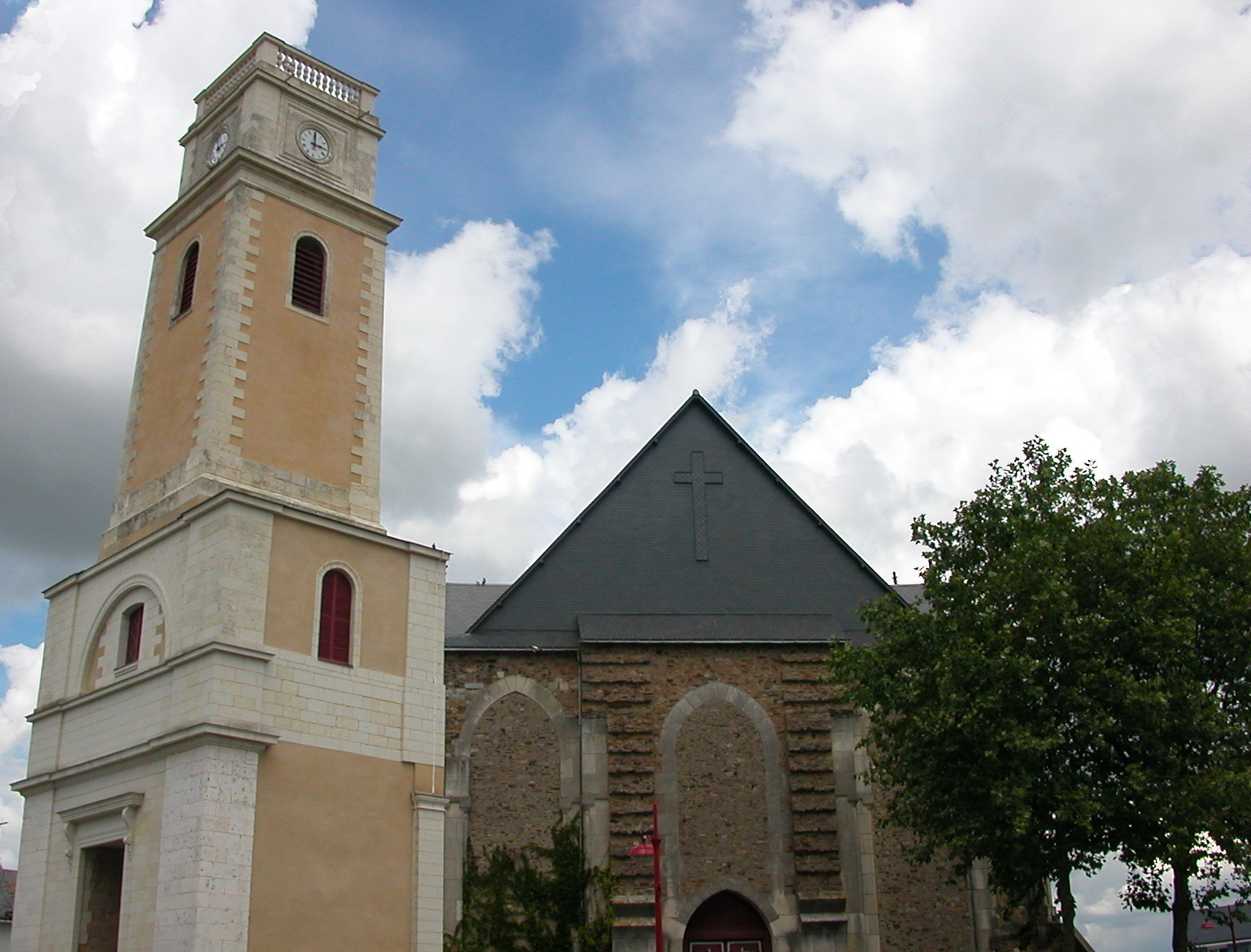
1902年完成のサン・クリストフ教会と鐘楼（1840年）
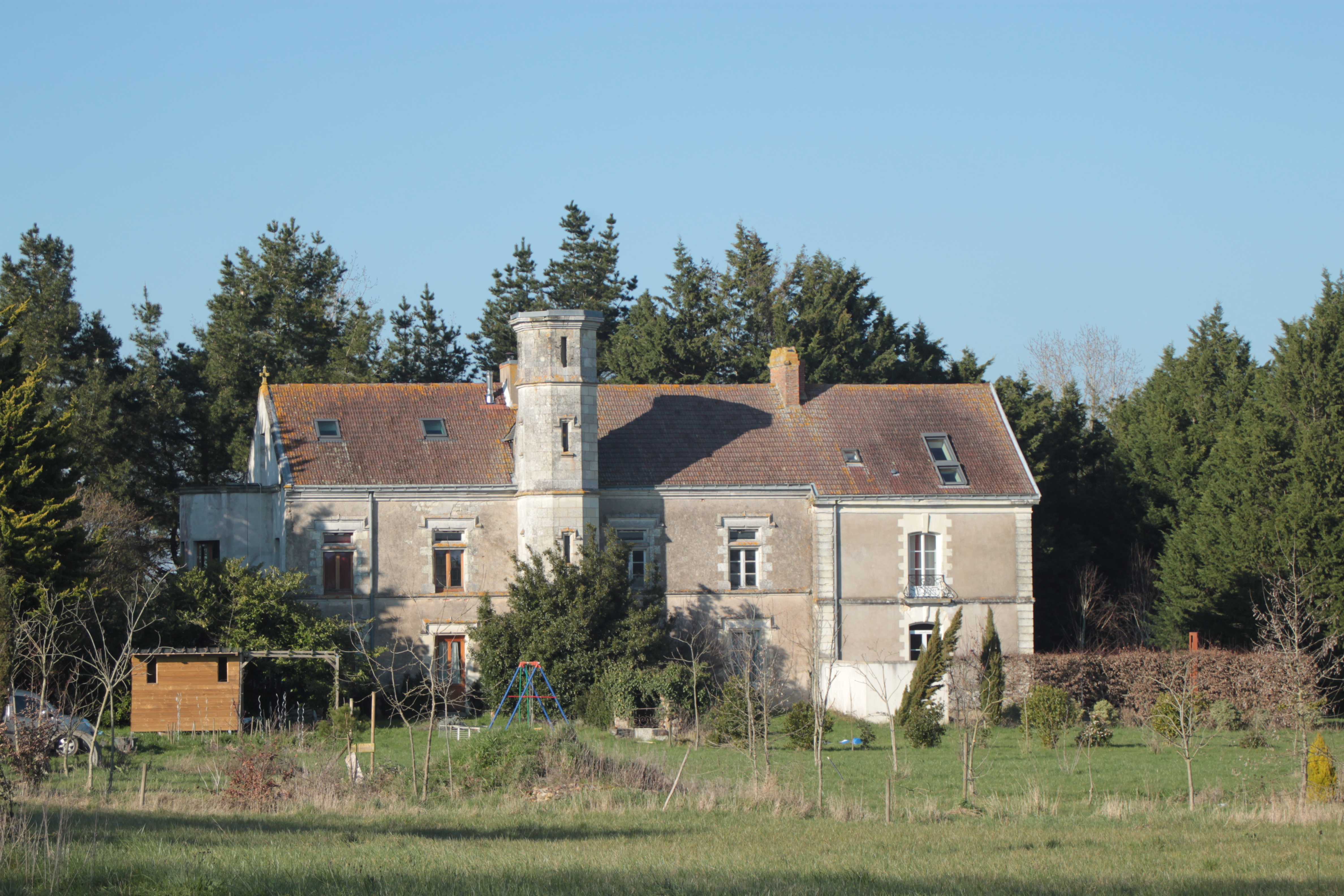
シャトー・ド・ガゾワール
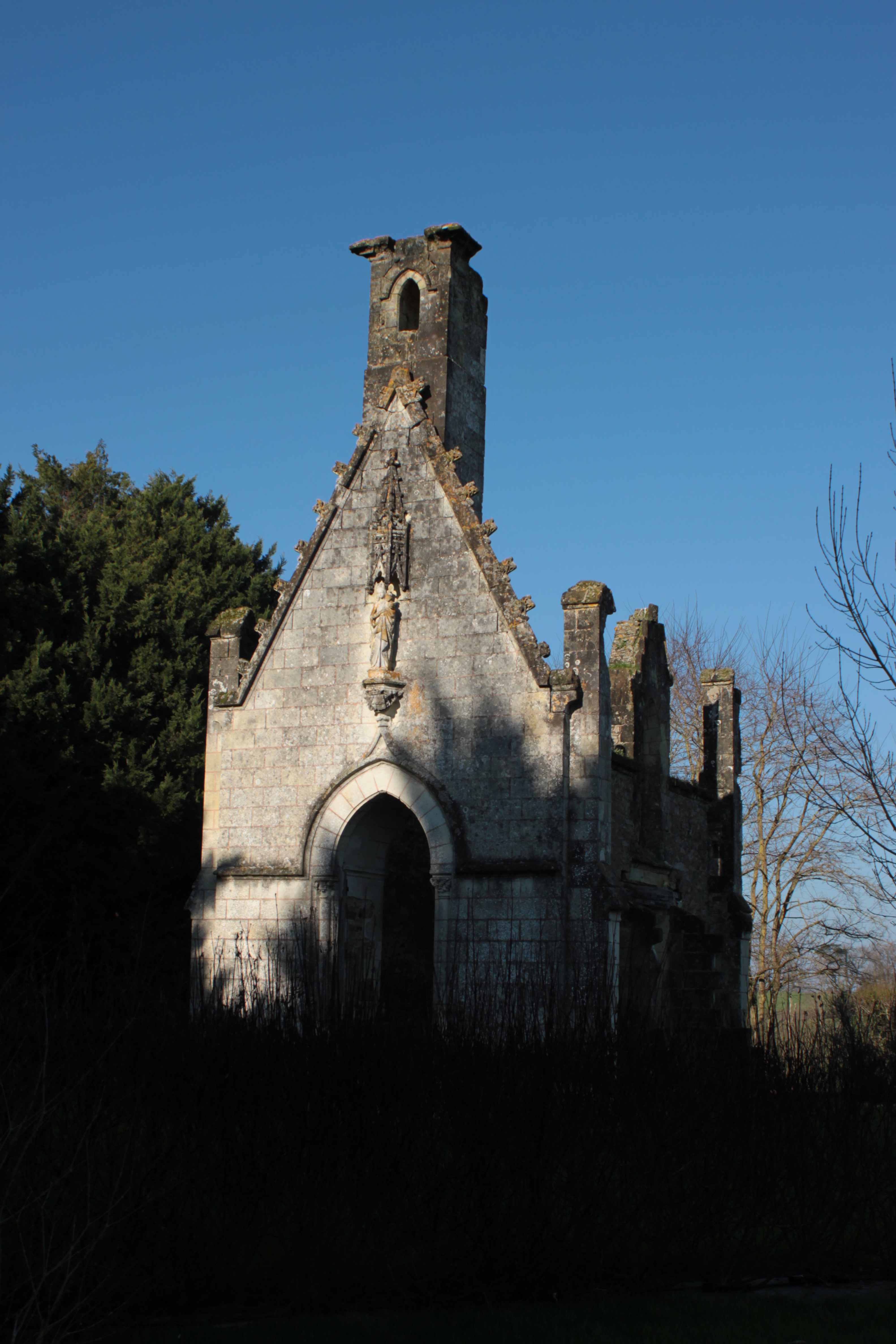
シャトー付属礼拝堂
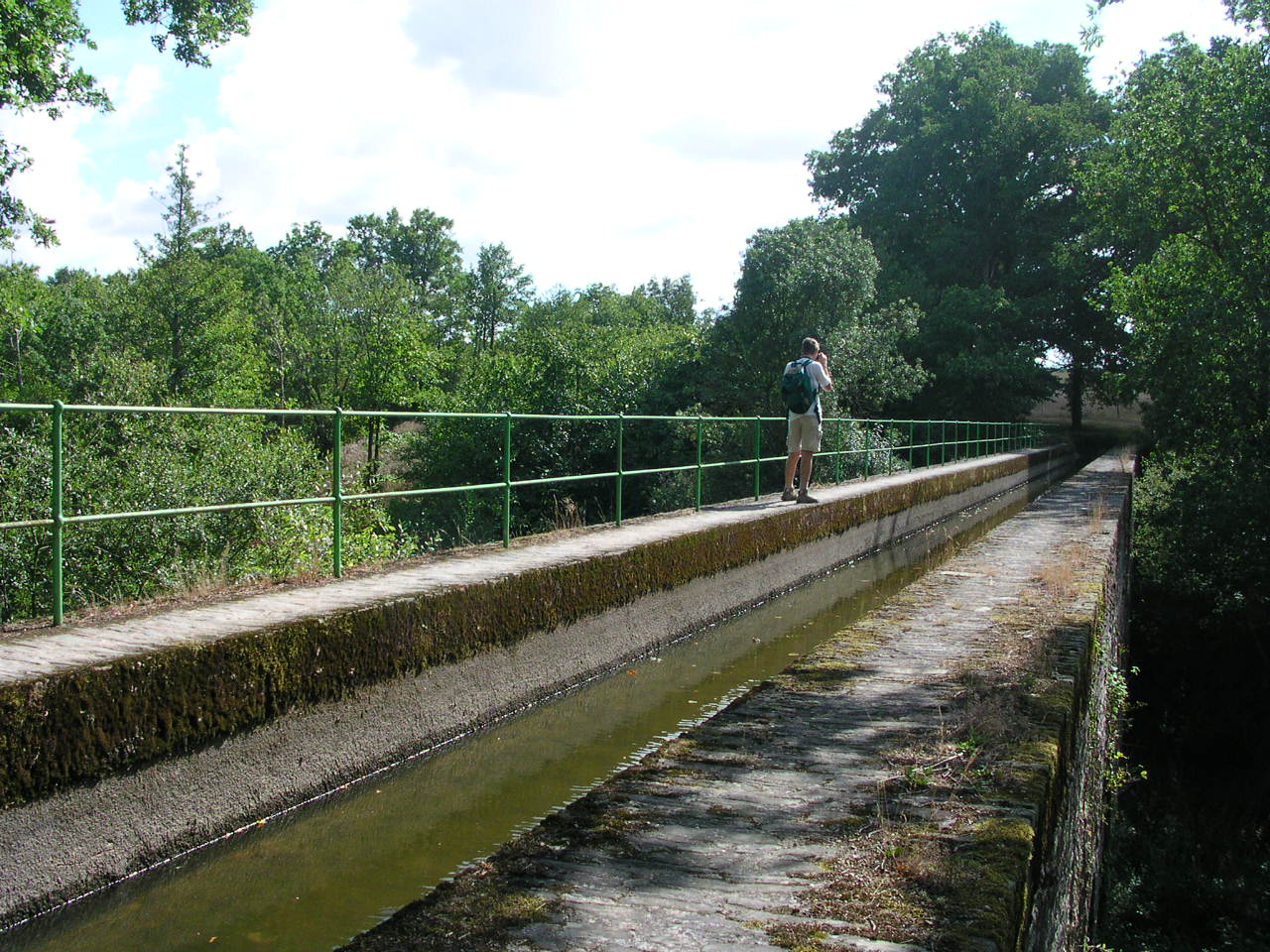
運河

## 姉妹都市
- マイエル、ルーマニア
- ピエドラブエナ、スペイン

### 参照
1. ↑  Réélu en mars 2014.